# توفیق هدایت
توفیق هدایت (انگلیسی: Taufik Hidayat؛ زادهٔ ۱۰ اوت ۱۹۸۱) بدمینتون‌باز سابق اهل اندونزی است.